# Chrysolina geminata
Chrysolina geminata  (лат.) — вид жуков подсемейства хризомелины (Chrysomelinae) из семейства листоедов (Chrysomelidae). Распространён от Европы (за исключением Пиренейского полуострова) до Сибири и Кавказа, интродуцирован в Северную Америку.

## Описание
Длина тела имаго 6,5—7,5 мм. Имаго синие или чёрно-синие, реже со спины они медные, зелёные или чёрные. На надкрыльях имеются ряды точек; точки густые, разделённые друг от друга на расстоянии, в своём ряде, величиной такую же точку.

## Экология
Кормовыми растениями являются представители рода зверобой (зверобой продырявленный).

## Интродукция
В округе Гумбольдт в штате Калифорния (США) данному виду жуков-листоедов установлен монумент в честь победы листоеда над зверобоем. Продырявленный зверобой, завезённый из Европы в Северную Америку как декоративное и лекарственное растение, в отсутствие естественных врагов превратился на западе США в злостный сорняк. Для борьбы с этим сорняков в 1945 году в Калифорнию был завезён Chrysolina geminata. Попытка оказалась успешной. Несколько позже были завезены ещё несколько других видов по той же программе, и поля были спасены от данного зверобоя.